# باتي جنكينز
باتي جنكينز (بالإنجليزية: Patty Jenkins)‏ (مواليد 24 يوليو 1971 في فيكتورفيلي)، هي مخرجة ومخرجة وكاتبة سيناريو أمريكية بدأت نشاطها سنة 1995. اشتهرت بإخراجها فيلم وحش سنة 2003، وحقق فيلمها المرأة الخارقة الذي أُنتج سنة 2017 نجاحاً كبيراً حقق لها شهرة كبيرة.

## أعمالها

### الأفلام
- وحش (2003)
- المرأة الخارقة (2017)

### المسلسلات
- عائلة بلوث (مسلسل) (2004) *حلقة واحدة من الموسم الثاني
- أنتوراج (مسلسل) (2006) *حلقة واحدة
- القتل (2011 - 2012)

## وصلات خارجية
- باتي جنكينز على موقع IMDb (الإنجليزية)
- باتي جنكينز على موقع روتن توميتوز (الإنجليزية)
- باتي جنكينز على موقع مونزينجر (الألمانية)
- باتي جنكينز على موقع ألو سيني (الفرنسية)
- باتي جنكينز على موقع ميوزك برينز (الإنجليزية)
- باتي جنكينز على موقع أول موفي (الإنجليزية)
- باتي جنكينز على موقع بوكس أوفيس موجو (الإنجليزية)
- باتي جنكينز على موقع قاعدة بيانات الأفلام السويدية (السويدية)
- باتي جنكينز على موقع قاعدة بيانات الفيلم (الإنجليزية)
- باتي جنكينز على موقع كينوبويسك (الروسية)